# Hokej na travi na OI 2004.
Olimpijske igre 2004. su se održale u Grčkoj, u Ateni.

## Mjesta odigravanja susreta
Susreti su se igrali u olimpijskom kompleksu Helliniko u gradiću Ellinikonu, južno od Atene, 16 km od olimpijskog sela.

## Momčadi sudionice
Sudjelovalo je dvanaest momčadi: Pakistan, Indija, JAR, Novi Zeland, Južna Koreja, Nizozemska, Argentina, Uj. Kraljevstvo, Njemačka, Španjolska, Egipat i Australija.

### Argentina
Pablo Moreira, Juan Pablo Hourquebie, Maximiliano Caldas, Matias Vila, Ezequiel Paulón, Mario Almada, Carlos Retegui, Rodrigo Vila, Tomás MacCormik, Jorge Lombi, Fernando Zylberberg, Germán Orozco, Matias Paredes, Juan Manuel Vivaldi, Lucas Rey, Lucas Camareri

### Australija
Jamie Dwyer, Liam De Young, Michael McCann, Troy Elder, Robert Hammond, Nathan Eglington, Mark Knowles, Michael Brennan, Grant Schubert, Bevan George, Mark Hickman, Matthew Wells, Travis Brooks, Brent Livermore, Dean Butler, Stephen Mowlam

### Egipat
Osama Hassanien, Ahmed Ramadan, Ahmed Mandour, Mohamed Kasbr, Amro Ibrahim, Ahmed Mohamed, Yasser Mohamed, Ahmed Ibrahim, Belal Enaba, Sameh Mohamed, Walid Mohamed, Adnan Ahmed, Amrou Metwalli, Mohamed El Mallah, Mohamed El Sayed, Sayed Hagag

### Indija
Devesh Chauhan, Dilip Tirkey, Sandeep Singh, Ignace Tirkey, Prabhjot Singh, Deepak Thakur, Dhanraj Pillay, Baljeet Singh, Gagan Ajit Singh, Adrian D'Souza, William Xalco, Viren Rasquinha, Arjun Halappa, Adam Sinclair, Harpal Singh, Vikram Pillay

### JAR
David Staniforth, Craig Jackson, Craig Fulton, Bruce Jacobs, Gregg Clark, Iain Evans, Emile Smith, Jody Paul, Steven Evans, Eric Rose Innes, Wayne Denne, Chris Hibbert, Jan Symons, Ryan Ravenscroft, Denzil Dolley, Greg Nicoll

### J. Koreja
Dong-Sik Ko, Seong-Hwan Ji, Yong-Bae Kim, Seong-Jung Kang, Woon-Kon Yeo, Jung-Chul Kim, Seung-Tae Song, Jung-Woo Lim, Jung-Seon Lee, Hyung-Bae Han, Jong-Min Kim, Hyo-Sik You, Jong-Ha Jeon, Kyung-Seok Kim, Jong-Hyun Jang, Jong-Ho Seo

### Nizozemska
Guus Vogels, Geert-Jan Derikx, Erik Jazet, Rob Derikx, Floris Evers, Sander van der Weide, Taeke Taekema, Marten Eikelboom, Jeroen Delmee, Klaas Veering, Teun de Nooijer, Karel Klaver, Rob Reckers, Matthijs Brouwer, Jesse Mahieu

### Novi Zeland
Simon Towns, Mitesh Patel, Kosoof Dave, Darren Smith, Wayne McIndoe, Dion Gosling, Blair Hopping, Dean Couzins, Umesh Parag, Bevan Hari, Paul Woolford, Kyle Pontifex, Philip Burrows, Hayden Shaw, James Nation, Gareth Brooks

### Njemačka
Clemens Arnold, Christian Schulte, Philipp Crone, Eike Duckwitz, Björn Michel, Sascha Reinelt, Christoph Eimer, Björn Emmerling, Sebastian Biederlack, Tibor Weißenborn, Florian Kunz, Timo Weß, Christoph Bechmann, Christopher Zeller, Matthias Witthaus, Justus Scharowsky

### Pakistan
Ahmad Alam, Kashif Jawwad, Nadeem Muhammad, Ghazanfar Ali, Adnan Maqsood, Waseem Ahmad, Dilawar Hussain, Rehan Butt, Sohail Abbas, Ali Raza, Shabbir Muhammad, Salman Akbar, Zeeshan Ashraf, Muddasar Ali Khan, Shakeel Abbasi, Tariq Aziz

### Španjolska
Bernardino Herrera, Santi Freixa, Kiko Fábregas, Juan Escarré, Alex Fábregas, Pablo Amat, Eduardo Tubau, Eduardo Aguilar, Ramón Alegre, Josep Sánchez, Victor Sojo, Xavier Ribas, Albert Sala, Rodrigo Garza, Javier Bruses, David Alegre

### Uj. Kraljevstvo
Simon Mason, Jimi Lewis, Rob Moore, Craig Parnham, Niall Stott, Tom Bertram, Mark Pearn, Jimmy Wallis, Brett Garrard, Ben Hawes, Daniel Hall, Michael Johnson, Guy Fordham, Barry Middleton, Graham Dunlop, Graham Moodie

## Natjecateljski sustav
Natjecanje se odvijalo u dva kruga. Prvi se igrao u dvjema skupinama po 6 momčadi. Igralo se po jednostrukom ligaškom sustavu. Za pobjedu se dobivalo 3 boda, za neriješeno bod, a za poraz ništa.
Prve dvije momčadi iz obiju skupina su igrale unakrižno poluzavršnicu A1-B2 i A2-B1. Pobjednici su igrali završnicu, poraženi za broncu.

3. i 4. iz skupina su igrali unakrižno za poredak od 5. do 8. mjesta. Pobjednici su igrali za 5., a poraženi za 7. mjesto.

5. i 6. iz skupina su igrali unakrižno za poredak od 9. do 12. mjesta. Pobjednici su igrali za 9., a poraženi za 11. mjesto.

## Rezultati
Satnice su po srednjoeuropskom vremenu (UTC+2, Atena je UTC+3).

### Prvi krug - po skupinama

#### Skupina "A"
| Nadnevak     | Satnica | Momčad          |        | Momčad          |
| ------------ | ------- | --------------- | ------ | --------------- |
| 15. kolovoza | 17:00   | J. Koreja       | 1 : 1  | Španjolska      |
| 15. kolovoza | 17:30   | Njemačka        | 2 : 1  | Pakistan        |
| 15. kolovoza | 19:00   | Uj. Kraljevstvo | 3 : 1  | Egipat          |
| 17. kolovoza | 7:30    | J. Koreja       | 3 : 2  | Uj. Kraljevstvo |
| 17. kolovoza | 17:30   | Egipat          | 0 : 7  | Pakistan        |
| 17. kolovoza | 19:30   | Španjolska      | 1 : 1  | Njemačka        |
| 19. kolovoza | 9:30    | Pakistan        | 3 : 0  | J. Koreja       |
| 19. kolovoza | 17:00   | Njemačka        | 6 : 1  | Egipat          |
| 19. kolovoza | 17:30   | Uj. Kraljevstvo | 1 : 5  | Španjolska      |
| 21. kolovoza | 7:30    | Egipat          | 0 : 11 | J. Koreja       |
| 21. kolovoza | 19:00   | Španjolska      | 4 : 0  | Pakistan        |
| 21. kolovoza | 19:30   | Njemačka        | 4 : 1  | Uj. Kraljevstvo |
| 23. kolovoza | 9:30    | Španjolska      | 3 : 0  | Egipat          |
| 23. kolovoza | 17:00   | Pakistan        | 8 : 2  | Uj. Kraljevstvo |
| 23. kolovoza | 17:30   | J. Koreja       | 2 : 2  | Njemačka        |

| Mj. | Država          | Ut | Pb | N | Pz | Pos | Pri | RP  | Bod |
| --- | --------------- | -- | -- | - | -- | --- | --- | --- | --- |
| 1.  | Španjolska      | 5  | 3  | 2 | 0  | 14  | 3   | 11  | 11  |
| 2.  | Njemačka        | 5  | 3  | 2 | 0  | 15  | 6   | 9   | 11  |
| 3.  | Pakistan        | 5  | 3  | 0 | 2  | 19  | 8   | 11  | 9   |
| 4.  | J. Koreja       | 5  | 2  | 2 | 1  | 17  | 8   | 9   | 8   |
| 5.  | Uj. Kraljevstvo | 5  | 1  | 0 | 4  | 9   | 21  | -12 | 3   |
| 6.  | Egipat          | 5  | 0  | 0 | 5  | 2   | 30  | -28 | 0   |

#### Skupina "B"
| Nadnevak     | Satnica | Momčad      |       | Momčad      |
| ------------ | ------- | ----------- | ----- | ----------- |
| 15. kolovoza | 7:30    | Australija  | 4 : 1 | Novi Zeland |
| 15. kolovoza | 9:30    | Argentina   | 1 : 2 | JAR         |
| 15. kolovoza | 19:30   | Nizozemska  | 3 : 1 | Indija      |
| 17. kolovoza | 9:30    | Argentina   | 2 : 2 | Australija  |
| 17. kolovoza | 17:00   | JAR         | 2 : 4 | Indija      |
| 17. kolovoza | 19:00   | Novi Zeland | 3 : 4 | Nizozemska  |
| 19. kolovoza | 7:30    | Nizozemska  | 3 : 2 | JAR         |
| 19. kolovoza | 19:00   | Novi Zeland | 3 : 1 | Argentina   |
| 19. kolovoza | 19:30   | Australija  | 4 : 3 | Indija      |
| 21. kolovoza | 9:30    | Indija      | 1 : 2 | Novi Zeland |
| 21. kolovoza | 17:00   | JAR         | 2 : 3 | Australija  |
| 21. kolovoza | 17:30   | Argentina   | 2 : 4 | Nizozemska  |
| 23. kolovoza | 7:30    | Novi Zeland | 4 : 1 | JAR         |
| 23. kolovoza | 19:00   | Indija      | 2 : 2 | Argentina   |
| 23. kolovoza | 19:30   | Australija  | 1 : 2 | Nizozemska  |

| Mj. | Država      | Ut | Pb | N | Pz | Pos | Pri | RP | Bod |
| --- | ----------- | -- | -- | - | -- | --- | --- | -- | --- |
| 1.  | Nizozemska  | 5  | 5  | 0 | 0  | 16  | 9   | 7  | 15  |
| 2.  | Australija  | 5  | 3  | 1 | 1  | 14  | 10  | 4  | 10  |
| 3.  | Novi Zeland | 5  | 3  | 0 | 2  | 13  | 11  | 2  | 9   |
| 4.  | Indija      | 5  | 1  | 1 | 3  | 11  | 13  | -2 | 4   |
| 5.  | JAR         | 5  | 1  | 0 | 4  | 9   | 15  | -6 | 3   |
| 6.  | Argentina   | 5  | 0  | 2 | 3  | 8   | 13  | -5 | 2   |

### Drugi krug - za poredak

#### Za 9. – 12. mjesto
| Nadnevak     | Satnica | Momčad          |       | Momčad    |
| ------------ | ------- | --------------- | ----- | --------- |
| 25. kolovoza | 7:30    | JAR             | 5 : 1 | Egipat    |
| 25. kolovoza | 10:00   | Uj. Kraljevstvo | 4 : 1 | Argentina |

- za 11. mjesto

| Nadnevak     | Satnica | Momčad |       | Momčad    |
| ------------ | ------- | ------ | ----- | --------- |
| 27. kolovoza | 8:00    | Egipat | 2 : 4 | Argentina |

- za 9. mjesto

| Nadnevak     | Satnica | Momčad |       | Momčad          |
| ------------ | ------- | ------ | ----- | --------------- |
| 27. kolovoza | 10:30   | JAR    | 1 : 1 | Uj. Kraljevstvo |

Uj. Kraljevstvo je pobijedilo raspucavanjem kaznenih udaraca 4:3.

### Za 5. – 8. mjesto
| Nadnevak     | Satnica | Momčad      |       | Momčad    |
| ------------ | ------- | ----------- | ----- | --------- |
| 25. kolovoza | 17:00   | Novi Zeland | 4 : 3 | J. Koreja |
| 25. kolovoza | 19:30   | Pakistan    | 3 : 0 | Indija    |

- za 7. mjesto

| Nadnevak     | Satnica | Momčad    |       | Momčad |
| ------------ | ------- | --------- | ----- | ------ |
| 27. kolovoza | 7:30    | J. Koreja | 2 : 5 | Indija |

- za 5. mjesto

| Nadnevak     | Satnica | Momčad      |       | Momčad   |
| ------------ | ------- | ----------- | ----- | -------- |
| 27. kolovoza | 10:00   | Novi Zeland | 2 : 4 | Pakistan |

### Poluzavršnica
| Nadnevak     | Satnica | Momčad     |       | Momčad     |
| ------------ | ------- | ---------- | ----- | ---------- |
| 25. kolovoza | 17:30   | Nizozemska | 3 : 2 | Njemačka   |
| 25. kolovoza | 20:00   | Španjolska | 3 : 6 | Australija |

- za brončano odličje

| Nadnevak     | Satnica | Momčad   |       | Momčad     |
| ------------ | ------- | -------- | ----- | ---------- |
| 27. kolovoza | 17:00   | Njemačka | 4 : 3 | Španjolska |

### Završnica
| Nadnevak     | Satnica | Momčad     |       | Momčad     |
| ------------ | ------- | ---------- | ----- | ---------- |
| 27. kolovoza | 19:30   | Nizozemska | 1 : 2 | Australija |

Pobijedila je momčad Australije.

## Završni poredak
| Momčadi |                        |
| Zlato   | Australija             |
| Srebro  | Nizozemska             |
| Bronca  | Njemačka               |
| 4.      | Španjolska             |
| 5.      | Pakistan               |
| 6.      | Novi Zeland            |
| 7.      | Indija                 |
| 8.      | Južna Koreja           |
| 9.      | Ujedinjeno Kraljevstvo |
| 10.     | JAR                    |
| 11.     | Argentina              |
| 12.     | Egipat                 |

| Olimpijski prvaci 2004. |
| ----------------------- |
| Australija Prvi naslov  |

## Djevojčadi sudionice
Sudjelovale su djevojčadi: JAR-a, Južne Koreje, Japana, Argentine, Njemačke, Nizozemske,  Španjolske, Kine, Novog Zelanda i Australije.

### Argentina
Mariela Antoniska, Magdalena Aicega, Marina di Giacomo, Ayelén Stepnik, Alejandra Gulla, Luciana Aymar, Vanina Oneto, Agustina García, Mariana González, Maria Margalot, Maria de la Paz Hernández, Cecilia Rognoni, Paola Vukojicic, Mariné Russo, Inés Arrondo, Claudia Burkart

### Australija
Toni Cronk, Louise Dobson, Karen Smith, Peta Gallagher, Bianca Netzler, Emily Halliday, Jessica Arrold, Rachel Imison, Carmel Bakurski, Katie Allen, Angie Skirving, Melanie Twitt, Suzie Faulkner, Julie Towers, Katrina Powell, Nikki Hudson

### Japan
Rie Terazono, Keiko Miura, Akemi Kato, Jukari Jamamoto, Saćimi Ivao, Ćie Kimura, Rika Komazava, Sakae Morimoto, Kaori Ćiba, Naoko Saito, Tomomi Komori, Nami Mijazaki, Akiko Kitada, Rika Išida, Emi Sakurai, Mijuki Nakagava

### JAR
Caroline Birt, Kate Hector, Anli Kotze, Natalie Fulton, Marsha Marescia, Johke Koornhof, Lindsey Carlisle, Kerry Bee, Pietie Coetzee, Jenny Wilson, Fiona Butler, Liesel Dorothy, Tsoanelo Pholo, Sharne Wehmeyer, Susan Webber, Grazjyna Engelbrecht

### J. Koreja
Yong-Sook Park, Jun-Mi Kim, Jin-Hee Lee, Hee-Joo Joo, Jung-A Kim, Seon-Ok Lee, Mi-Seong Lee, Eun-Kyung Park, Ko-Woon Oh, Seong-Eun Kim, Kwang-Min Ko, Mi-Hyun Park, Jin-Kyoung Kim, Ju-Young Lim, Mi-Seon Kim, Jeong-Sook Park

### Kina
Nie Ya Li, Chen Zhaoxia, Ma Yibo, Cheng Hui, Mai Shaoyan, Huang Junxia, Fu Baorong, Li Shuang, Gao Lihua, Tang Chunling, Zhou Wanfeng, Chen Qunqing, Hou Xiaolan, Zhang Yimeng, Qiu Yingling, Chen Qiuqi

### Nizozemska
Clarinda Sinnige, Lisanne de Roever, Macha van der Vaart, Fatima Moreira de Melo, Jiske Snoeks, Maartje Scheepstra, Miek van Geenhuizen, Sylvia Karres, Mijntje Donners, Ageeth Boomgaardt, Minke Smabers, Minke Booij, Janneke Schopman, Chantal de Bruijn, Eefke Mulder, Lieve van Kessel

### Novi Zeland
Kayla Sharland, Emily Naylor, Rachel Sutherland, Meredith Orr, Jaimee Provan, Leisen Jobe, Lizzy Igasan, Stacey Carr, Lisa Walton, Suzie Muirhead, Beth Jurgeleit, Helen Clarke, Diana Weavers, Niniwa Roberts-Lang, Rachel Robertson, Tara Drysdale

### Njemačka
Tina Bachmann, Denise Klecker, Mandy Haase, Nadine Ernsting-Krienke, Caroline Casaretto, Natascha Keller, Silke Müller, Marion Rodewald, Heike Lätzsch, Fanny Rinne, Louisa Walter, Anke Kühn, Badri Latif, Julia Zwehl, Sonja Lehmann, Franziska Gude

### Španjolska
María Rosa, Rocío Ybarra, Barbara Malda, Mónica Rueda, Silvia Bonastre, María del Carmen Martín, Marta Prat, Silvia Muñoz, Luci Lopez, Mar Feito, Maider Tellería, Erdoitza Goikoetxea, Núria Camón, Ana Pérez, Maider Luengo, Esther Termens

## Natjecateljski sustav
Natjecanje se odvijalo u dva kruga. Prvi se igrao u dvjema skupinama po 5 djevojčadi. Igralo se po jednostrukom ligaškom sustavu. Za pobjedu se dobivalo 3 boda, za neriješeno bod, a za poraz ništa.
Prve dvije djevojčadi iz obiju skupina su igrale unakrižno poluzavršnicu A1-B2 i A2-B1. Pobjednice su igrali završnicu, poražene za broncu.

3. i 4. iz skupina su igrale unakrižno za poredak od 5. do 8. mjesta. Pobjednice su igrali za 5., a poražene za 7. mjesto.

5. iz skupina su igrale za poredak od 9. mjesto. 

## Rezultati

### Prvi krug - po skupinama

#### Skupina "A"
| Nadnevak     | Satnica | Djevojčad   |       | Djevojčad   |
| ------------ | ------- | ----------- | ----- | ----------- |
| 14. kolovoza | 9:30    | Kina        | 3 : 0 | Japan       |
| 14. kolovoza | 19:00   | Argentina   | 4 : 0 | Španjolska  |
| 16. kolovoza | 7:30    | Japan       | 1 : 3 | Argentina   |
| 16. kolovoza | 17:00   | Novi Zeland | 0 : 2 | Kina        |
| 18. kolovoza | 7:30    | Kina        | 3 : 0 | Španjolska  |
| 18. kolovoza | 19:00   | Japan       | 2 : 0 | Novi Zeland |
| 20. kolovoza | 9:30    | Novi Zeland | 0 : 3 | Argentina   |
| 20. kolovoza | 19:00   | Španjolska  | 1 : 2 | Japan       |
| 22. kolovoza | 9:30    | Španjolska  | 2 : 3 | Novi Zeland |
| 22. kolovoza | 17:00   | Argentina   | 2 : 3 | Kina        |

| Mj. | Država      | Ut | Pb | N | Pz | Pos | Pri | RP | Bod |
| --- | ----------- | -- | -- | - | -- | --- | --- | -- | --- |
| 1.  | Kina        | 4  | 4  | 0 | 0  | 11  | 2   | 9  | 12  |
| 2.  | Argentina   | 4  | 3  | 0 | 1  | 12  | 4   | 8  | 9   |
| 3.  | Japan       | 4  | 2  | 0 | 2  | 5   | 7   | -2 | 6   |
| 4.  | Novi Zeland | 4  | 1  | 0 | 3  | 3   | 9   | -6 | 3   |
| 5.  | Španjolska  | 4  | 0  | 0 | 4  | 3   | 12  | -9 | 0   |

#### Skupina "B"
| Nadnevak     | Satnica | Djevojčad  |       | Djevojčad  |
| ------------ | ------- | ---------- | ----- | ---------- |
| 14. kolovoza | 7:40    | Nizozemska | 6 : 2 | JAR        |
| 14. kolovoza | 17:00   | Australija | 1 : 2 | Njemačka   |
| 16. kolovoza | 9:30    | JAR        | 0 : 3 | Australija |
| 16. kolovoza | 19:00   | J. Koreja  | 2 : 3 | Nizozemska |
| 18. kolovoza | 9:30    | Nizozemska | 4 : 1 | Njemačka   |
| 18. kolovoza | 17:00   | JAR        | 0 : 3 | J. Koreja  |
| 20. kolovoza | 7:30    | J. Koreja  | 2 : 2 | Australija |
| 20. kolovoza | 17:00   | Njemačka   | 0 : 3 | JAR        |
| 22. kolovoza | 7:30    | Njemačka   | 3 : 2 | J. Koreja  |
| 22. kolovoza | 19:00   | Australija | 0 : 1 | Nizozemska |

| Mj. | Država     | Ut | Pb | N | Pz | Pos | Pri | RP | Bod |
| --- | ---------- | -- | -- | - | -- | --- | --- | -- | --- |
| 1.  | Nizozemska | 4  | 4  | 0 | 0  | 14  | 5   | 9  | 12  |
| 2.  | Njemačka   | 4  | 2  | 0 | 2  | 6   | 10  | -4 | 6   |
| 3.  | J. Koreja  | 4  | 1  | 1 | 2  | 9   | 8   | 1  | 4   |
| 4.  | Australija | 4  | 1  | 1 | 2  | 6   | 5   | 1  | 4   |
| 5.  | JAR        | 4  | 1  | 0 | 3  | 5   | 12  | -7 | 3   |

### Drugi krug - za poredak

#### Za 5. – 8. mjesto
| Nadnevak     | Satnica | Djevojčad |       | Djevojčad   |
| ------------ | ------- | --------- | ----- | ----------- |
| 24. kolovoza | 7:30    | J. Koreja | 2 : 3 | Novi Zeland |
| 24. kolovoza | 10:00   | Japan     | 1 : 3 | Australija  |

- za 9. mjesto

| Nadnevak     | Satnica | Djevojčad  |       | Djevojčad |
| ------------ | ------- | ---------- | ----- | --------- |
| 26. kolovoza | 8:00    | Španjolska | 3 : 4 | JAR       |

- za 7. mjesto

| Nadnevak     | Satnica | Djevojčad |       | Djevojčad |
| ------------ | ------- | --------- | ----- | --------- |
| 26. kolovoza | 7:30    | J. Koreja | 3 : 1 | Japan     |

- za 5. mjesto

| Nadnevak     | Satnica | Djevojčad   |       | Djevojčad  |
| ------------ | ------- | ----------- | ----- | ---------- |
| 26. kolovoza | 10:00   | Novi Zeland | 0 : 3 | Australija |

### Poluzavršnica
| Nadnevak     | Satnica | Djevojčad  |       | Djevojčad |
| ------------ | ------- | ---------- | ----- | --------- |
| 24. kolovoza | 17:00   | Nizozemska | 2 : 2 | Argentina |
| 24. kolovoza | 19:30   | Kina       | 0 : 0 | Njemačka  |

Nizozemska je pobijedila nakon raspucavanja sa 4:2.
Njemačka je pobijedila nakon raspucavanja sa 4:3.

### Za brončano odličje
| Nadnevak     | Satnica | Djevojčad |       | Djevojčad |
| ------------ | ------- | --------- | ----- | --------- |
| 26. kolovoza | 17:00   | Argentina | 1 : 0 | Kina      |

### Završnica
| Nadnevak     | Satnica | Djevojčad  |       | Djevojčad |
| ------------ | ------- | ---------- | ----- | --------- |
| 26. kolovoza | 19:30   | Nizozemska | 1 : 2 | Njemačka  |

Pobijedila je djevojčad Njemačke.

## Završni poredak
| Momčadi |              |
| Zlato   | Njemačka     |
| Srebro  | Nizozemska   |
| Bronca  | Argentina    |
| 4.      | Kina         |
| 5.      | Australija   |
| 6.      | Novi Zeland  |
| 7.      | Južna Koreja |
| 8.      | Japan        |
| 9.      | JAR          |
| 10.     | Španjolska   |

| Olimpijske prvakinje 2004. |
| -------------------------- |
| Njemačka Prvi naslov       |